# Friedrich von Wedell-Malchow

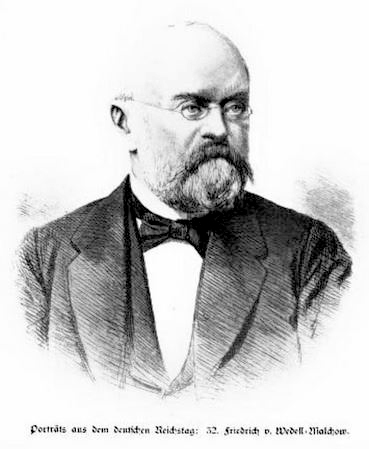
Friedrich von Wedell-Malchow, vor 1886

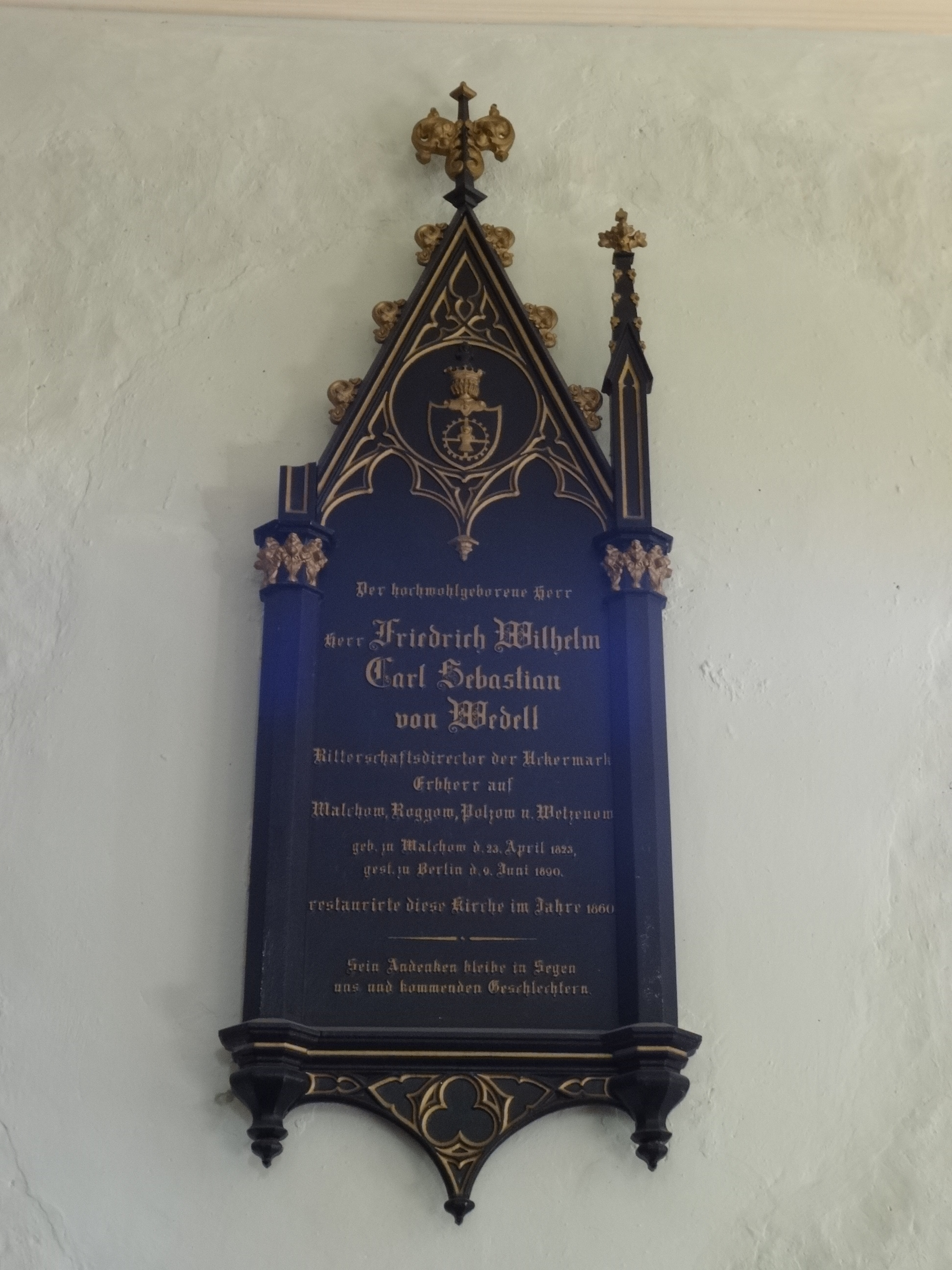
Epitaph in der Dorfkirche von Malchow

Friedrich Wilhelm Karl Sebastian von Wedell-Malchow (* 23. April 1823 in Malchow (Göritz), Uckermark; † 9. Juni 1890 in Berlin) war ein deutscher Jurist und Abgeordneter.

## Werdegang
Seine Eltern waren Louise von Normann (* 1799; † 1875) und der Malchower Gutsherr und Major a. D. Wilhelm Sebastian von Wedel(l) (* 1786; † 1836). Wedell-Malchow jun. selbst besuchte das Gymnasium in Prenzlau. Er begann an der Rheinischen Friedrich-Wilhelms-Universität Rechtswissenschaft und Kameralwissenschaft zu studieren. 1842 wurde er im Corps Borussia Bonn recipiert. Als Inaktiver wechselte er an die Friedrich-Wilhelms-Universität zu Berlin. Er machte umfangreiche Reisen und trat als Referendar in den Staatsjustizdienst. Nach dem zweiten juristischen Examen 1848 widmete er sich der Bewirtschaftung seines Guts Malchow. Seit 1856 Ritterschaftsrat, wurde er 1875 Ritterschaftsdirektor der Uckermark. Seit 1872 war er Vorsitzender des Deutschen Landwirtschaftsrats.
Von 1866 bis zu seinem Tode war er Mitglied des Preußischen Abgeordnetenhauses und von 1871 bis 1874 und erneut von 1877 bis zu seinem Tode 1890 Abgeordneter des Deutschen Reichstags für den Wahlkreis Potsdam 4 (Prenzlau-Angermünde) für die konservative Partei. Er brachte 1882 einen Börsensteuerentwurf im Reichstag ein, der 1885 angenommen wurde.
Friedrich Wilhelm von Wedell-Malchow hatte 1849 in Gotha Klothilde von Haacke geheiratet, das Ehepaar hatte keine Nachfahren. Gut Malchow fiel im Erbgang an Verwandte des Großvaters, an den Urenkel des Ritterschaftsrates Karl von Wedel (* 1762; † 1813) auf Kraatz und Dauer, an Hasso von Wedel (* 1859; † 1935). Hasso von Wedel hat dann Malchow zum Familienfideikommiss bestimmt und seinem gleichnamigen Sohn Hasso jun. von Wedel (* 1892; † 1956) weiter gegeben.

### Genealogie
- Jahrbuch des Deutschen Adels, Band 1, Hrsg. Deutsche Adelsgenossenschaft, Verlag W. T. Bruer, Berlin 1896, S. 879.
- Gothaisches Genealogisches Taschenbuch der Adeligen Häuser 1901, Der in Deutschland eingeborene Adel (Uradel), GGT, Jg. 2, Justus Perthes, Gotha 1900, S. 884.